# Clemency (film)
Clemency è un film del 2019 scritto e diretto da Chinonye Chukwu, con protagonista Alfre Woodard.
Ha vinto il Gran premio della giuria: U.S. Dramatic al Sundance Film Festival 2019, diventando il primo film diretto da una regista di colore ad aggiudicarsi il premio.

## Trama
Una guardia carceraria, dopo molti anni di onorato servizio nel braccio della morte, finisce per soccombere sotto il peso del proprio operato quando si lega a un prigioniero condannato a morte.

## Distribuzione
È stato presentato in anteprima al Sundance Film Festival 2019 il 27 gennaio. È stato distribuito nelle sale cinematografiche statunitensi da Neon dal 27 dicembre 2019.

## Riconoscimenti
- 2019 - Sundance Film Festival[5]
  - Gran premio della giuria: U.S. Dramatic a Chinonye Chukwu
- 2019 - Gotham Independent Film Awards[6]
  - Candidatura per la miglior attrice ad Alfre Woodard
  - Candidatura per il miglior attore ad Aldis Hodge
- 2020 - Independent Spirit Awards[7]
  - Candidatura per il miglior film
  - Candidatura per la miglior attrice protagonista ad Alfre Woodard
  - Candidatura per la miglior sceneggiatura a Chinonye Chukwu
- 2019 - Seattle International Film Festival[8]
  - 2º posto per la migliore attrice a Alfre Woodard
  - 4º posto per il miglior attore a Aldis Hodge